# Novo Hamburgo
Novo Hamburgo − miasto w Brazylii, w stanie Rio Grande do Sul.
Liczba mieszkańców w 2000 roku wynosiła 231 833.
W mieście ma siedzibę klub piłkarski EC Novo Hamburgo.
W mieście rozwinął się przemysł skórzany, metalurgiczny, elektroniczny, chemiczny oraz maszynowy.